# 酒井夏海
酒井 夏海（さかい なつみ、2001年6月19日 - ）は、埼玉県さいたま市出身の競泳背泳ぎの選手。身長175cm。スウィン美園・東洋大学に所属。武南高等学校卒業。

## 経歴
水泳は幼稚園の時に兄の影響で始めた。当時から潜水が大好きだったという。小学校6年の時にジュニアオリンピック夏季大会の100m背泳ぎで2位となった。中学入学直前のジュニアオリンピック春季大会の100m背泳ぎでは優勝した。さいたま市立土合中学1年の時には全国中学校水泳競技大会の100背泳ぎで優勝した。ジュニアオリンピック春季大会の200m背泳ぎでも優勝した。2年の時には日本選手権に出場すると、50m背泳ぎ28秒55の中学新記録で3位になった。200m背泳ぎでも3位に入った。ジャパンオープンでは200m背泳ぎで優勝を飾った。全国中学校水泳競技大会では100m及び200m背泳ぎで2冠を達成した。
コナミオープンの50m背泳ぎでは28秒43の中学新記録で優勝した。
3年の時には日本選手権の100m背泳ぎで1分0秒12の中学新記録で優勝すると、200mでも2分10秒43で優勝を成し遂げるものの、それぞれ派遣標準記録を突破できなかったために個人での2016年リオデジャネイロオリンピック代表にはなれなかったが、メドレーリレーの代表には選出された。競泳における中学生のオリンピック代表は、1996年アトランタオリンピックに出場したバタフライの青山綾里以来20年ぶりのこととなった。また21世紀生まれ初のオリンピック日本代表でもある。
ジャパンオープンでは100m及び200背泳ぎで優勝を飾った。
2019年11月20日に東洋大学に進学することが分かった。
2020年3月にセイコーホールディングスとサポート契約した。
2020年東京オリンピック競泳女子400メートルリレーには、五十嵐千尋、池江璃花子、大本里佳と出場したが（酒井は第3泳者）、チームは決勝進出に0秒27届かなかった。

## 人物
趣味は昼寝。また、お笑いが大好きでNON STYLEのファンだという。陽気な性格で、大舞台でも動じることはないと評されている。

## 主な戦績
- 2013年 - ジュニアオリンピック　春季大会　50m背泳ぎ　2位　100m背泳ぎ　2位
- 2013年 - ジュニアオリンピック夏季大会　50m背泳ぎ　優勝29秒95　100m背泳ぎ　優勝1分03秒92
- 2014年 - ジュニアオリンピック春季大会　50m背泳ぎ　優勝27秒77　100m背泳ぎ　優勝1分0秒38
- 2014年 - 全国中学校水泳競技大会　100m背泳ぎ　優勝
- 2014年 - ジュニアパンパシフィック選手権　100m背泳ぎ　6位
- 2015年 - ジュニアオリンピック春季大会　50m背泳ぎ　優勝　100m背泳ぎ　優勝　200m背泳ぎ　優勝
- 2015年 - 日本選手権　50m背泳ぎ　3位　200m背泳ぎ　3位
- 2015年 - ジャパンオープン　100m背泳ぎ　3位　200m背泳ぎ　優勝
- 2015年 - 全国中学校水泳競技大会　100m背泳ぎ　優勝　200m背泳ぎ　優勝
- 2016年 - コナミオープン　50m背泳ぎ　優勝　200m背泳ぎ　優勝
- 2016年 - 日本選手権　100m背泳ぎ　優勝  200m背泳ぎ　優勝
- 2016年 - ジャパンオープン　100m背泳ぎ　優勝　200m背泳ぎ　優勝
- 2016年 - ヨーロッパグランプリ・バルセロナ大会　100m背泳ぎ　3位
- 2018年 - アジア競技大会　50m背泳ぎ　3位　100m背泳ぎ　優勝　200m背泳ぎ　3位

## 自己ベスト
長水路
- 50m背泳ぎ　27秒82(高校記録)
- 100m背泳ぎ　59秒20(高校記録)
- 200m背泳ぎ　2分08秒13(高校記録)